# Pakovraće
Pakovraće (izvirno srbsko Паковраће) je naselje v Srbiji, ki upravno spada pod Občino Čačak; slednja pa je del Moraviškega upravnega okraja.

## Demografija
V naselju živi 408 polnoletnih prebivalcev, pri čemer je njihova povprečna starost 45,3 let (42,8 pri moških in 47,7 pri ženskah). Naselje ima 169 gospodinjstev, pri čemer je povprečno število članov na gospodinjstvo 2,75.
To naselje je, glede na rezultate popisa iz leta 2002, večinoma srbsko.
|  |

| Demografija | Demografija     | Demografija     |
| Leto        | Št. prebivalcev | Št. prebivalcev |
| ----------- | --------------- | --------------- |
|             |                 |                 |
|             |                 |                 |
|             |                 |                 |
|             |                 |                 |
| 1948        | 476             |                 |
| 1953        | 475             |                 |
| 1961        | 450             |                 |
| 1971        | 421             |                 |
| 1981        | 464             |                 |
| 1991        | 459             | 457             |
| 2002        | 517             | 483             |
|             |                 |                 |

| Etnična sestava po popisu iz leta 2002 | Etnična sestava po popisu iz leta 2002 | Etnična sestava po popisu iz leta 2002 | Etnična sestava po popisu iz leta 2002 | Etnična sestava po popisu iz leta 2002 |
| -------------------------------------- | -------------------------------------- | -------------------------------------- | -------------------------------------- | -------------------------------------- |
| Srbi                                   | Srbi                                   |                                        | 470                                    | 97,30%                                 |
| Črnogorci                              | Črnogorci                              |                                        | 2                                      | 0,41%                                  |
| Čehi                                   | Čehi                                   |                                        | 1                                      | 0,20%                                  |
| Hrvati                                 | Hrvati                                 |                                        | 1                                      | 0,20%                                  |
| Jugoslovani                            | Jugoslovani                            |                                        | 1                                      | 0,20%                                  |
| Neznano                                | Neznano                                |                                        | 8                                      | 1,65%                                  |